# Friedrich-August-Höhe
Friedrich-August-Höhe (také Prinz-Friedrich-August-Höhe, hornolužickosrbsky Wyšina princa Bjedricha Awgusta, česky doslovně Výšina prince Friedricha Augusta) je vrch o nadmořské výšce 469 m na území hornolužické obce Sohland an der Spree v zemském okrese Budyšín v Sasku.

## Přírodní poměry
Vrch leží v německé části Šluknovské pahorkatiny (Lausitzer Bergland) a její mesogeochoře Východní hornolužická vrchovina (Östliches Oberlausitzer Bergland). Na západě na něj navazuje Liščí vrch (480 m), na severozápadě Tännichtberg (461 m) a na jihu Schwarze Koppe (470 m). Geologické podloží tvoří převážně lužický granodiorit, který na západním svahu střídá dvojslídý granodiorit. Přes severní svah se táhne křemenná žíla, rovněž na severním svahu se nachází starý zatopený kamenolom. Převažujícím půdním typem je podzolová kambizem, kterou doplňuje pseudoglej až koluvizem a v zástavbě též regosol. Při jižním úpatí pramení a protéká potok Sohlander Dorfbach a při severním Tännicht Wasser. Celý vrch tak náleží k povodí Sprévy a Labe a k úmoří Severního moře. Vrcholová část je zalesněná jehličnatým až smíšeným lesem, svahy mají především zemědělské využití. Friedrich-August-Höhe leží v chráněné krajinné oblasti Oberlausitzer Bergland.

## Rozhledna a horská chata
Ve vrcholové části stojí od roku 1900 horská bouda spojená s rozhlednou. Rozhledna je vysoká 20 metrů a na výhledovou plošinu vede 109 schodů. Stavba je památkově chráněná a prošla v letech 1992 až 1993 rozsáhlou rekonstrukcí.

## Turistika
Na vrchol kopce vede k rozhledně několik turistických tras. Červená trasa spojuje sohlandskou hvězdárnu s rozhlednou, od Lipové a česko-německé státní hranice vede žlutá trasa (pruh). Druhá žlutá trasa (puntík) je okružní turistická stezka okolím Sohlandu, zelená dálková trasa pak vede do Budyšína a druhým směrem k vrchu Großer Picho (498 m).

## Galerie

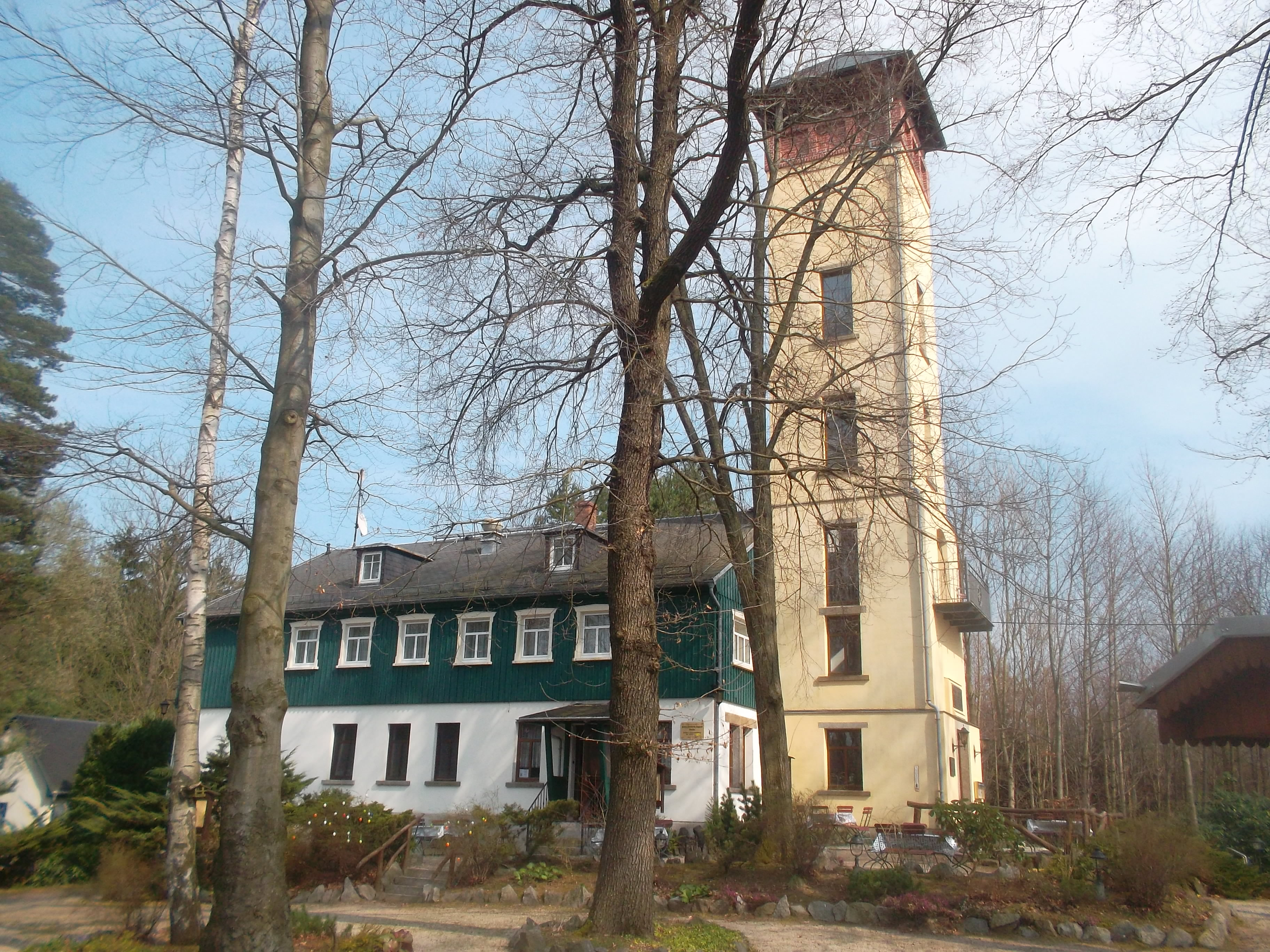
Rozhledna s horskou chatou
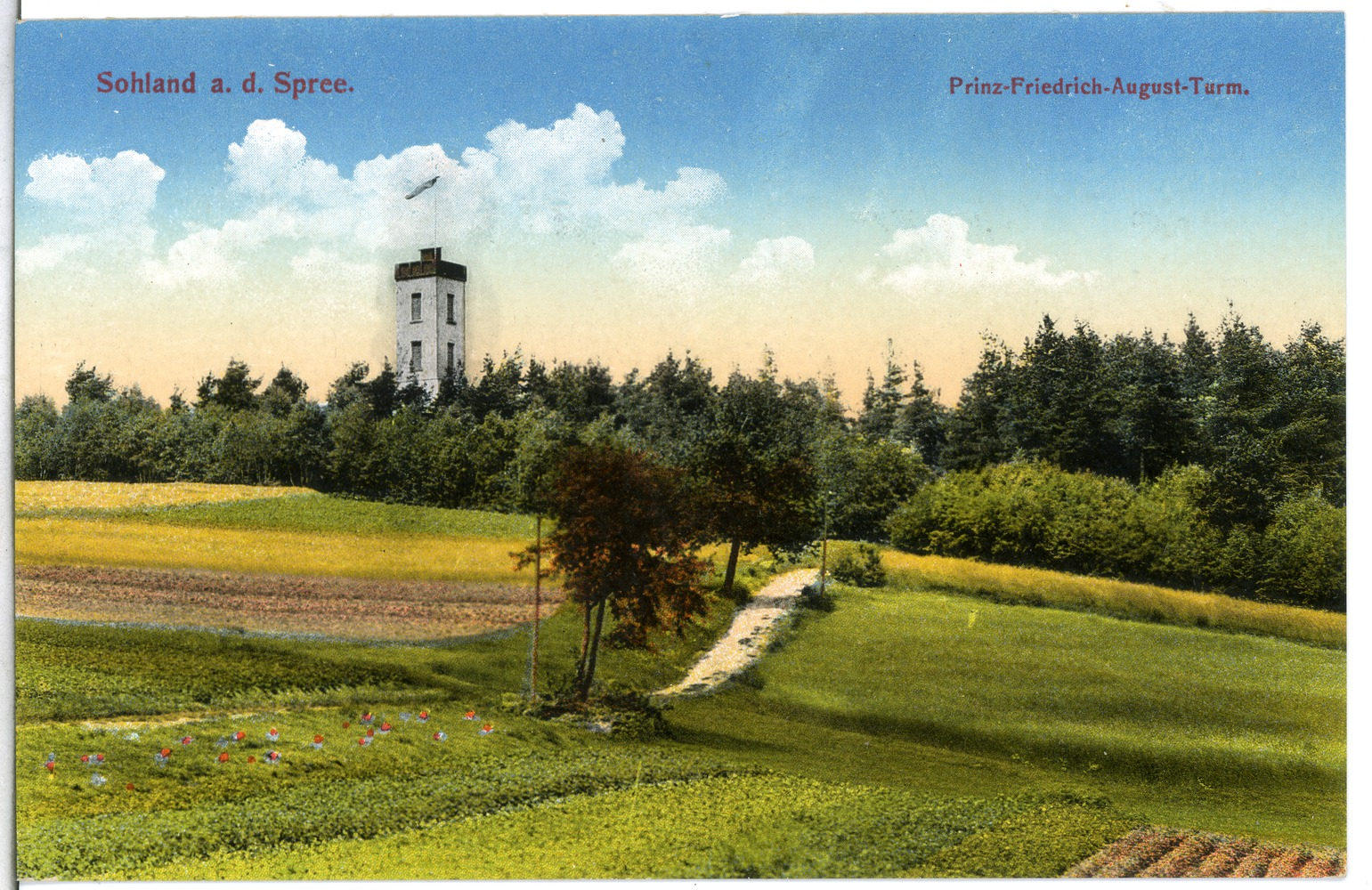
Vrcholová část s rozhlednou